# Terry O'Reilly
Terence Joseph James "Terry" O'Reilly, född 7 juni 1951, är en kanadensisk före detta ishockeytränare och professionell ishockeyspelare som tillbringade 14 säsonger i den nordamerikanska ishockeyligan National Hockey League (NHL), där han spelade för Boston Bruins. Han producerade 606 poäng (204 mål och 402 assists) samt drog på sig 2 095 utvisningsminuter på 891 grundspelsmatcher. O'Reilly spelade även för Boston Braves i American Hockey League (AHL) och Oshawa Generals i OHA-Jr.
Han draftades i första rundan i 1971 års draft av Bruins som 14:e spelare totalt och gjorde sin NHL-debut under säsongen 1971-1972 när Bruins vann Stanley Cup.
O'Reilly var en av de mest beryktade och brutala slagskämparna (enforcer) för sin generation i NHL och agerade livvakt åt lagets stjärnspelare som bland annat Ray Bourque. Han är mest känd för att 1979 hoppade över plexiglaset i Madison Square Garden och började bråka med supportrar för New York Rangers efter en incident mellan en Rangers-supporter och Bruins vid deras avbytarbänk efter spelad match.
Han var chefstränare för Bruins mellan 14 november 1986 och 1 maj 1989. Bästa resultatet var att spela i 1988 års Stanley Cup-final mot Edmonton Oilers, där blev det dock en enkel resa för Oilers som vann med 4-0 i matcher.

## Statistik
| 1968–1969      | Oshawa Generals | OHA-Jr.        | 46  | 5   | 15  | 20  | 87   | —   | —  | —  | —  | —   |
| 1969–1970      | Oshawa Generals | OHA-Jr.        | 54  | 13  | 36  | 49  | 60   | 6   | 1  | 5  | 6  | 22  |
| 1970–1971      | Oshawa Generals | OHA-Jr.        | 54  | 23  | 42  | 65  | 151  | —   | —  | —  | —  | —   |
| 1971–1972      | Boston Bruins   | NHL            | 1   | 1   | 0   | 1   | 0    | —   | —  | —  | —  | —   |
|                | Boston Braves   | AHL            | 60  | 9   | 8   | 17  | 134  | 9   | 2  | 2  | 4  | 31  |
| 1972–1973      | Boston Bruins   | NHL            | 72  | 5   | 22  | 27  | 109  | 5   | 0  | 0  | 0  | 2   |
| 1973–1974      | Boston Bruins   | NHL            | 76  | 11  | 24  | 35  | 94   | 16  | 2  | 5  | 7  | 38  |
| 1974–1975      | Boston Bruins   | NHL            | 68  | 15  | 20  | 35  | 146  | 3   | 0  | 0  | 0  | 17  |
| 1975–1976      | Boston Bruins   | NHL            | 80  | 23  | 27  | 50  | 150  | 12  | 3  | 1  | 4  | 25  |
| 1976–1977      | Boston Bruins   | NHL            | 79  | 14  | 41  | 55  | 147  | 14  | 5  | 6  | 11 | 28  |
| 1977–1978      | Boston Bruins   | NHL            | 77  | 29  | 61  | 90  | 211  | 15  | 5  | 10 | 15 | 40  |
| 1978–1979      | Boston Bruins   | NHL            | 80  | 26  | 51  | 77  | 205  | 11  | 0  | 6  | 6  | 25  |
| 1979–1980      | Boston Bruins   | NHL            | 71  | 19  | 42  | 61  | 265  | 10  | 3  | 6  | 9  | 69  |
| 1980–1981      | Boston Bruins   | NHL            | 77  | 8   | 35  | 43  | 223  | 3   | 1  | 2  | 3  | 12  |
| 1981–1982      | Boston Bruins   | NHL            | 70  | 22  | 30  | 52  | 213  | 11  | 5  | 4  | 9  | 56  |
| 1982–1983      | Boston Bruins   | NHL            | 19  | 6   | 14  | 20  | 40   | —   | —  | —  | —  | —   |
| 1983–1984      | Boston Bruins   | NHL            | 58  | 12  | 18  | 30  | 124  | 3   | 0  | 0  | 0  | 14  |
| 1984–1985      | Boston Bruins   | NHL            | 63  | 13  | 17  | 30  | 168  | 5   | 1  | 2  | 3  | 9   |
| NHL totalt     | NHL totalt      | NHL totalt     | 891 | 204 | 402 | 606 | 2095 | 108 | 25 | 42 | 67 | 335 |
| AHL totalt     | AHL totalt      | AHL totalt     | 60  | 9   | 8   | 17  | 134  | 9   | 2  | 2  | 4  | 31  |
| OHA-Jr. totalt | OHA-Jr. totalt  | OHA-Jr. totalt | 154 | 41  | 93  | 134 | 298  | 6   | 1  | 5  | 6  | 22  |